# Erythrodiplax andagoya
Erythrodiplax andagoya är en trollsländeart som beskrevs av Borror 1942. Erythrodiplax andagoya ingår i släktet Erythrodiplax och familjen segeltrollsländor. IUCN kategoriserar arten globalt som livskraftig. Inga underarter finns listade i Catalogue of Life.